# ヌラバード
ヌラバード (ラテン文字:Nurabad, Nurobod、ウズベク語: Nurobod / Нуробод、ロシア語: Нурабад、ペルシア語: نورآباد) はウズベキスタン・サマルカンド州の都市である。州都のサマルカンドからは西に約55kmの山間地域にある。2012年の人口は11,090人となっている。「ヌラーバード」、「ヌラバド」、「ヌロボド」と表記されることもある。

## 概要
都市名の「ヌラ」はペルシア語で「光」を意味する。1983年に都市として設立された。街にはナヴォイ鉱山精錬コンビナート (NMMC) の南部鉱山部門があり、金、蛍石、大理石などの採掘を行なっている。